# Republiken Kroatiens högsta domstol
Republiken Kroatiens högsta domstol (kroatiska: Vrhovni sud Republike Hrvatske, akronym VSRH) är Kroatiens högsta domstol. Domstolen grundades år 1990 och är landets högsta juridiska beslutsinstans med uppdrag att säkerställa en enhetlig tillämpning av lagen och allas lika rätt inför lagen. Den prövar bland annat överklaganden och andra rättstvister som tidigare avhandlats i lägre rättsinstanser. Domstolsordförandens officiella titel är "president av Republiken Kroatiens högsta domstol". Domstolens ordförande utnämns på förslag av landets president och mandatperioden är fyra år.
Republiken Kroatiens högsta domstol är inhyst i en byggnad belägen vid Zrinjevac i stadsdelen Nedre staden i centrala Zagreb.